# Varois-et-Chaignot
Varois-et-Chaignot är en kommun i departementet Côte-d'Or i regionen Bourgogne-Franche-Comté i östra Frankrike. Kommunen ligger i kantonen Dijon 1er Canton som tillhör arrondissementet Dijon. År 2022 hade Varois-et-Chaignot 2 068 invånare.

## Befolkningsutveckling
Antalet invånare i kommunen Varois-et-Chaignot
Referens:INSEE